# 罗汉柏
罗汉柏（学名：Thujopsis dolabrata）是柏科罗汉柏属的植物。分布在日本以及中国大陆的武汉、井冈山、福州、上海、南京、青岛、庐山、杭州等地，目前已由人工引种栽培。

## 特征
罗汉柏为常绿乔木，长着鳞叶的小枝干扁平，排成一个平面，上下两面异形，下面有白粉带。鳞叶呈交叉对生，侧面叶片则呈船形，覆盖在中央叶片的边缘，前端向内微微弯曲。该树种雌雄同株，球花单生，位于短枝的顶端，其中雄球花为椭圆形，有雄蕊6-8对，交叉对生；雌蕊则有4-6对珠鳞，仅中间两对腹部生3-5枚胚珠。

## 别名
蜈蚣柏（科学杂志）